# Idea (figlia di Dardano)
Idea è un personaggio della mitologia greca. Figlia di Dardano.

## Mitologia
Idea sposò Fineo dopo la morte della sua prima moglie (Cleopatra) e fu gelosa dei figli di questa (Plessippo e Pandione), arrivando ad assoldare falsi testimoni per denunciarli di ogni cattiveria possibile. 

Gli zii dei due ragazzi, Calaide e Zete, una volta scoperto l'imbroglio liberarono i nipoti dalla prigione dove erano stati rinchiusi e Fineo non soltanto celebrò una festa per l'occasione, ma ripudiò Idea, che tornò da suo padre.